# Campagne de France, 1814
Campagne de France, 1814 (titre alternatif 1814) est un tableau peint par Ernest Meissonier entre 1860 et 1864. Faisant partie des œuvres de son cycle napoléonien, avec 1807, Friedland et le Matin de Castiglione (inachevé), il représente Napoléon Ier et son état-major lors de la Campagne de France de 1814. Considérée comme la plus célèbre œuvre de Meissonnier, sa vente en 1890 atteint un prix record pour une peinture d'un artiste contemporain. Le tableau fait partie des collections du musée d'Orsay.

## Description
Napoléon et son état-major sont représentés dans la campagne champenoise enneigée et boueuse. Outre l'Empereur, on reconnaît Ney, Berthier, Drouot, Flahaut et Gourgaud. L’état-major suit une piste qui a été empruntée par les charrois du train et qui a creusé de profondes ornières ; en arrière-plan, l’infanterie avance en rangs parallèles.
Le tableau est étonnamment petit pour un sujet militaire. Charles Blanc dit que Meissonier "peint grandement en petit". En effet, l'artiste y représente même les plus petits détails comme ceux de la barbe de Napoléon ou les veines des jambes des chevaux.

## Provenance
Exposé au Salon de 1864. Achat en 1866 par le banquier Gustave Delahante pour 85 000 francs. Cédé en 1890 par Delahante à un marchand anonyme (connu par ses initiales M. B.) pour 500 000 francs, le marchand revend le tableau à Alfred Chauchard pour 850 000 francs, le prix le plus élevé à l'époque pour un tableau d'un artiste vivant. Légué par Chauchard au musée du Louvre il entre dans les collections en 1909, en 1986 il est affecté au musée d'Orsay.